# 钱小芊
钱小芊（1955年11月—），男，江苏启东人，中华人民共和国政治人物，第十九届中央委员会中央委员。中国人民大学法学学士。

## 生平
1974年10月加入中国共产党。1973年12月至1978年7月在上海市前哨农场、上海市农场管理局工作，1978年7月调上海市计委统计局、物价局工作。1979年10月，考入中国人民大学国际共运史专业学习。1983年8月，从人民大学毕业后，钱小芊分配到中宣部理论局工作，后任宣传处副处长。1991年12月起，历任中央外宣办一局宣传处处长、一局副局长、一局局长，兼五局（网络新闻局）局长。2004年2月，任中央对外宣传办公室、国务院新闻办公室副主任，2011年5月兼任国家互联网信息办公室副主任。2013年4月任中国作家协会党组副书记，2014年12月任党组书记，2016年12月任中国作协副主席。2021年6月卸任中国作家协会党组书记职务，同年9月增补为第十三届全国政协委员、全国政协文化文史和学习委员会副主任。